# Зливок золота
Брусок золота — це золотий зливок, що може бути різної маси, форми і категорії.

## Типи
Золоті зливки поділяють на два типи: бруски і монети, в залежності від способу їх виготовлення. Бруски виготовляються шляхом лиття в форму. Монети виготовляються методом штампування. Написи і маркування, у більшості випадків, виготовляються шляхом пресування.

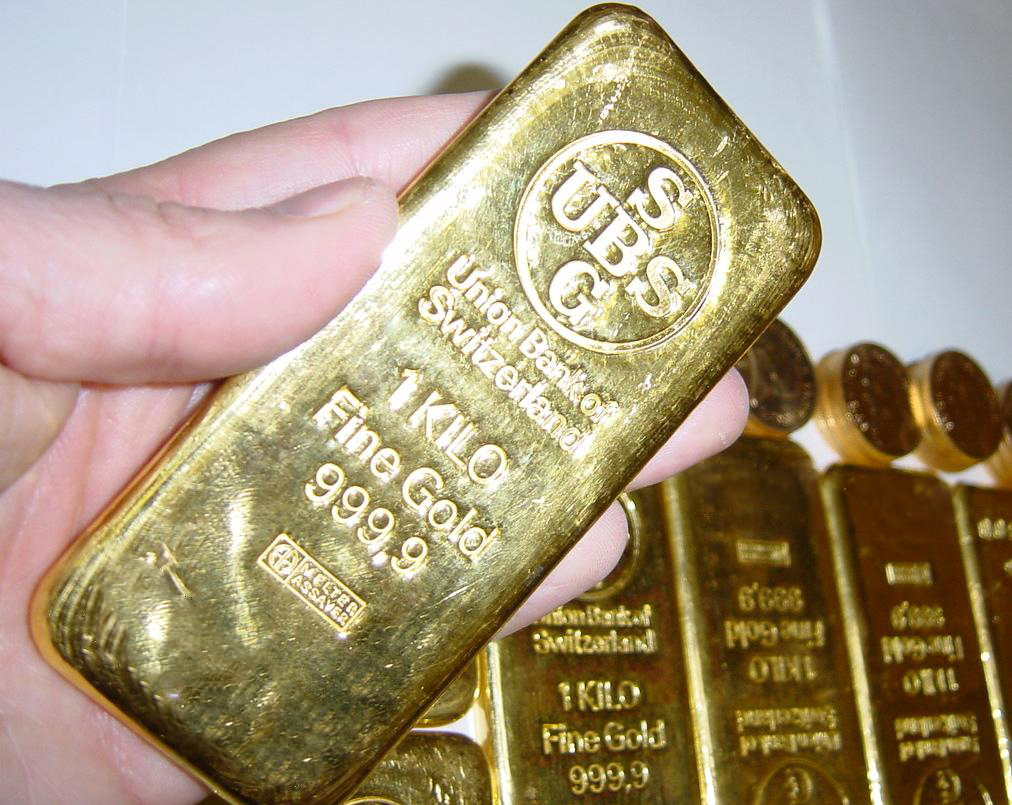
Швейцарський злиток, вагою 1 кг

## Ціна
До 1968 року золото продавалося за фіксованою ціною 35 американських доларів за унцію. Але слідом за рішенням США закрити «золоте вікно» і завершити підтримку золотого стандарту у 1970, золото за 20 років сильно зросло в ціні, досягши свого піку 850 американських доларів за унцію у 1980 році. Наступні 20 років ціна на золото падала і у 2000 році унція коштувала 279 доларів. Останніми роками золото відновило свої позиції, внаслідок збільшення друку грошей в США і збільшення дефіциту бюджету. У квітні 2006 ціна трималася на рівні 600 доларів за унцію, восени 2009 трохи більше 1000 доларів за унцію.